# Alexander Gauland
Alexander Gauland (Chemnitz, 20 febbraio 1941) è un politico tedesco che ha ricoperto il ruolo di co-leader, assieme alla collega Alice Weidel, dell'Alternativa per la Germania (AfD) nel Bundestag da settembre 2017.

## Biografia
Dirigente della CDU, alle elezioni statali del lander dell'Assia nel 1987, è diventato Segretario di Stato a capo della Cancelleria di Stato dell'Assia fino al 1991.
Gauland è poi diventato un politico di spicco del partito Alternativa per la Germania (AfD).
Era il co-fondatore del partito nel 2013 ed è il suo portavoce federale e il leader del partito per lo stato di Brandeburgo.
Vicepresidente dell'Alternativa per la Germania da luglio 2015, e presidente dal 2017 al novembre 2019.
È stato membro del Bundestag (MdB) dal settembre 2017 al settembre 2021.